# Salentinella delamarei
Salentinella delamarei is een vlokreeftensoort uit de familie van de Salentinellidae. De wetenschappelijke naam van de soort is voor het eerst geldig gepubliceerd in 1962 door Coineau.